# Оно, Хитоси
Хитоси Оно (яп. 大野均, родился 6 мая 1978 в Фукусиме) — японский регбист, лок команды «Тосиба Брэйв Лупус» и сборной Японии. Лидер сборной по количеству сыгранных матчей (95 игр).

## Карьера

### Клубная
Занимался в детстве бейсболом в школе Сейрё и университете Нихон (там учился на пожарного), однако вскоре переквалифицировался в регби. С 2001 года выступает за команду «Тосиба Брэйв Лупус», с которой четыре раза выигрывал чемпионат Японии.

### В сборной
В 2004 году дебютировал за сборную в поединке против Южной Кореи, став постоянным игроком основы. Сыграл 85 игр за сборную Японии (рекорд сборной), набрал 65 очков. Выступал на чемпионатах мира 2007 и 2011 годов.

## Личная жизнь
У семьи Хитоси некогда был земельный участок, однако после землетрясения 2011 года эта ферма была полностью разрушена. В знак сочувствия к Оно и его другу по сборной Кенсуке Хатакеяма, который остался без крыши над головой, тренер сборной Японии даже назначил обоих почётными капитанами на Кубке пяти наций 2011 года, чтобы отметить солидарность команды.